# شهرزور
شَهْرَزُور أو حلبجة الجديدة (بالكردية: Şarezûr) هي تسمية تطلق على منطقة في شمال العراق]]، وبالتحديد في غرب منطقة هورامان التابعة لمحافظة السليمانية. ومنطقة شهرزور هي منطقة سهول خصبة، تغذيها روافد نهر تنجيرو، والذي يصب في نهري ديالى ودجلة.

## التسمية
يُعتقد أن اسم شهرزور مشتق من اللغة الفارسيّة، والتسمية تتكون من شقين، كلمة شاه بمعنى (ملك)، وكلمة رازور بمعنى (غابة). وبذلك تعني كلمة شهرزور "الغابة الملكيّة". لكن الباحث الأثري إرنست هرتسفلد خمن بأن الكتابات القديمة استخدمت حرف "س" بدلًا من "ش"، لذلك اقترح اسم "الغابة البيضاء"، وربطها بأساطير أبستاق. وفي القرن 12 نَسَبَ الجغرافي ياقوت الحموي تسمية شهرزور إلى اسم ابن الملك الضحاك، وذكر أيضًا أنه مؤسس مدينة شهرزور الشهيرة.
حتى يومنا هذا تتمتع سهول شهرزور بمكانة مهمة بين أتباع الديانة الكاكائية، ويعتبرونها منطقة مقدسة، حيثُ يظنون بأن الله سوف ينزل عليها يوم القيامة.

## الديموغرافيا
شهرزور بلدة كردية عراقية ومركز قضاء تابعة لمحافظة السليمانية، وهي تبعد 35 كم جنوب شرق مركز محافظة السليمانية. يبلغ عدد سكانها 70,000 نسمة. وتقع على ارتفاع 1770 قدم عن سطح البحر، تقع على مسار خط الطول والعرض 45 ْ× 35 ْ. موقعها الجغرافي في وسط سهل شهرزور على أراضي زراعية، من شمالها ناحية تانجرو ومن شرقها قضاء شهرزور ومن جنوبها قضاء دربنديخان. شهرزور الحديثة تأسست عام 1989، عندما نزح أهالى بلدة حلبجة نتيجة حرب الخليج الأولى، والهجوم الإيراني على المدينة عام 1988، والهجوم الكيميائي على حلبجة. وبعد ثمانية أشهر قام الحكومة العراقية بتأسيس مجمع سكني لهم قرب السليمانية، وبعدها سميت ببلدة شهرزور، وناحية وارماوا (زراين) تابعة لها. وأغلبية سكان شهرزور من عشيرة الجاف الكبيرة وقسم من عشيرة كؤران (الهورامى). وتتكون عشيرة الجاف على عشائر (ميكائيلي، كمالئي، كلالي، ترخانى، هارونى، ولى، ولدبكى، ايناخى، شاترى، شميرانى، نورولى، بيداخى، روغزادى، كلهور، باشكى، كوكويى، كلاشى، أمامى، عملة، تاوكؤزى، وعشائر أخرى).

## التاريخ
أظهرت الأبحاث الأثرية واسعة النطاق، خاصة التي بدأت بعد عام 2009، في مواقع مثل تل بكراوا، وتل بيجوم، وكرد قلراخ، وبستان سور (المدرجة على القائمة المؤقتة للتراث العالمي لليونسكو)، أن السهل كان مأهولًا بشكل مستمر منذ عصور ما قبل التاريخ.
تشير الأبحاث أن شهرزور كانت جزءً من مملكة زاموا خلال العصر الآشوري وسكنها لولوبيون أثناء حكم آشور ناصربال الثاني. ربط العرب شهرزور بقصص الكتاب المقدس المرتبطة بشاؤول الملك وداود، مما يشير إلى أن المنطقة كان يستوطن بها اليهود.
ورد ذكر شهرزور وملِكها يزدان الكردي في كتاب سيرة أردشير بابكان، أحد كتب الأساطير الفارسيّة عن أردشير الأول، كما ذُكرت في نقش نرسي بالإضافة لآثار منطقة باجرمي. خلال العصر الساساني كانت منطقة شهرزور واحدة من المقاطعات الخمس التابعة لشعوب الميديون، وهي شعوب إيرانية قديمة.
في القرن الرابع الميلادي، تعرض بعض سكان شهرزور الذين تحولوا إلى المسيحية للاضطهاد من قبل الساسانيين. ومن أبرز الأمثلة على هذا الاضطهاد مقتل الأسقف شهدوست شهرزوري و128 شخصًا من أتباعه. دُمجت شهرزور في إمارة أردالان من القرن الحادي عشر حتى القرن السادس عشر، وكانت شهرزور أول عاصمة للإمارة. ومن آثار تلك الحقبة موقع تلة ياسين تيبي التاريخي. وشكلت بعد ذلك جزءً من إمارة بابان.
في العصور الوسطى، دُمجت المنطقة في الأراضي التي حكمتها العديد من السلالات الكردية، مثل العنازيون والحسنويون والأيوبيون. خلال العصر الأيوبي، مَنح صلاح الدين الأيوبي المنطقة عمومًا ومدينة أربيل خصوصًا حكمًا ذاتيًا للأمير مظفر الدين كوكبوري عام 1190.
ويصف ياقوت الحموي منطقة شهرزور بأنها مناطق تقع بين أربيل غربًا وهمدان شرقًا، وتضم العديد من المدن والبلدات والقرى. ويذكر أن جميع سكان المنطقة كانوا أكرادًا، وقد دافعوا عن أنفسهم أمام السلطان وحكموا منطقتهم.

## أعلام المدينة
ابن الصلاح